# Voronivka, Voznesensk
Voronivka (în ucraineană Воронівка) este o comună în raionul Voznesensk, regiunea Mîkolaiiv, Ucraina, formată numai din satul de reședință.

## Demografie
Componența lingvistică a comunei Voronivka
     Ucraineană (93,33%)
     Rusă (5,24%)
     Alte limbi (0,65%)
Conform recensământului din 2001, majoritatea populației comunei Voronivka era vorbitoare de ucraineană (93,33%), existând în minoritate și vorbitori de rusă (5,24%).